# James Honeyman-Scott
James Honeyman-Scott (Hereford, Reino Unido, 4 de noviembre de 1956 - Londres,16 de junio de 1982) fue guitarrista y miembro fundador del grupo de rock The Pretenders. Considerado uno de los guitarristas más originales y versátiles de la llamada new wave, aportó un sonido característico al grupo, incluyendo líneas melódicas, arpegios, potentes acordes basados en quintas, cambios de ritmo o efectos de pedal que serían parte del estilo de la banda y dejarían influencia en toda la posterior música pop.

## Primeros años e influencias
Honeyman-Scott empezó estudiando piano a los siete años, para pasarse a la guitarra eléctrica a los diez. No sabía leer música, pero sí fue capaz de aprender a tocar de oído reproduciendo piezas de Eric Clapton y Hank Marvin. Entre sus influencias musicales se incluyen Cream, Allman Brothers Band o Mick Ralphs (Mott the Hoople), a los que se añadirían, ya con The Pretenders, desde Dave Edmunds y Billy Bremner (Rockpile), hasta Nils Lofgren o Chris Spedding.
Comenzó tocando como músico de sesión en las grabaciones y conciertos de otros artistas (Robert John Godrey, Tommy Morrison, The Hawks, Emmylou Harris' Hot Band), para, en 1974 entrar en Cheeks (junto a su futuro compañero en The Pretenders, Martin Chambers, y al ex teclista de Mott the Hoople, Verden Allen). Después de tres años de gira sin conseguir grabar, y un tanto desengañado con la escena musical británica de la época, vivía de su trabajo en "Buzz Music", una tienda de instrumentos musicales en Hereford.

## The Pretenders
Con la llegada del punk se había interesado por músicos como Nick Lowe o Elvis Costello, y fue en la primavera de 1979 cuando recibió una llamada de Pete Farndon para unirse a The Pretenders, grupo fundado por Chrissie Hynde y el propio Farndon. Honeyman-Scott aceptó ensayar con ellos, pero no entraba en sus planes unirse definitivamente al grupo. Para convencerle, fue preciso que aquellos consiguieran a Nick Lowe como productor de su primer single, «Stop Your Sobbing».
Tras la publicación del primer álbum del grupo, Pretenders (Sire Records, 1980), y el gran éxito de crítica y de ventas, llegaron la fama y el dinero. Honeyman-Scott se casó con la modelo texana Peggy Sue Fender el 10 de abril de 1981.
Al segundo LP, Pretenders II (Sire Records, 1981), siguió una gira mundial en la que el músico aprovechó para consumir todo tipo de drogas, aunque no llegó al mismo punto que Pete Farndon, que ya era adicto a la heroína.

## Muerte
Concluida la gira en abril de 1982, Honeyman-Scott se retiró a Austin durante los meses de mayo y junio, con la intención de adquirir una propiedad y preparar la producción de un álbum de Stephen Doster, que no llegó a realizarse. 
Durante las sesiones de grabación, recibió una llamada desde Londres de Chrissie Hynde y Martin Chambers citándole para discutir la expulsión del bajista Pete Farndon debido a que sus problemas con las drogas estaban comprometiendo su labor en el grupo. La reunión tuvo lugar en Londres el 14 de junio.
Sin embargo, dos días más tarde de echar a Farndon, el 16 de junio de 1982, sería el propio James Honeyman-Scott quien fue hallado muerto por sobredosis de cocaína. Tenía 25 años. Pete Farndon moriría varios meses después, en abril de 1983, también por sobredosis.
James Honeyman-Scott está enterrado en el cementerio que existe junto a la Iglesia de St. Peter, en Hereford.

## Legado
A pesar de su prematura muerte, James Honeyman-Scott se convirtió en uno de los guitarristas más influyentes de su época. Entre sus herederos musicales reconocidos se encuentra Johnny Marr (The Smiths) o Robbie McIntosh, que también pasarían más tarde por The Pretenders como guitarristas. Honeyman-Scott fue el descubridor de la banda Violent Femmes, que actuaría como telonera de The Pretenders durante su gira americana de 1982.